# Jallet
Cet article possède un paronyme, voir Jallais.
Pour les articles homonymes, voir Jallet (homonymie).
Jallet (en wallon Djalet) est une section de la commune belge d'Ohey située en Région wallonne dans la province de Namur.
C'était une commune à part entière avant la fusion des communes de 1977.

## Démographie
- Sources:INS, Rem:1831 jusqu'en 1970=recensements, 1976= nombre d'habitants au 31 décembre

## Patrimoine et culture

### Patrimoine architectural
- Église Saint-Victor. Edifice construit en trois temps aux XVIIIe et XIXe siècle, le transept et d'un nouveau chœur fut construite en 1866 et mise au goût néo-gothique en 1880[1].
- Château d'Hodoumont. Ancienne dépendance de la seigneurie de Goesnes, propriété successive à partir le la deuxième moitié du XVIe siècle des Jamotines, Hodomont, Ceels ou Celles et des Dauvin en 1763[2].